# 屏山天水圍文化康樂大樓

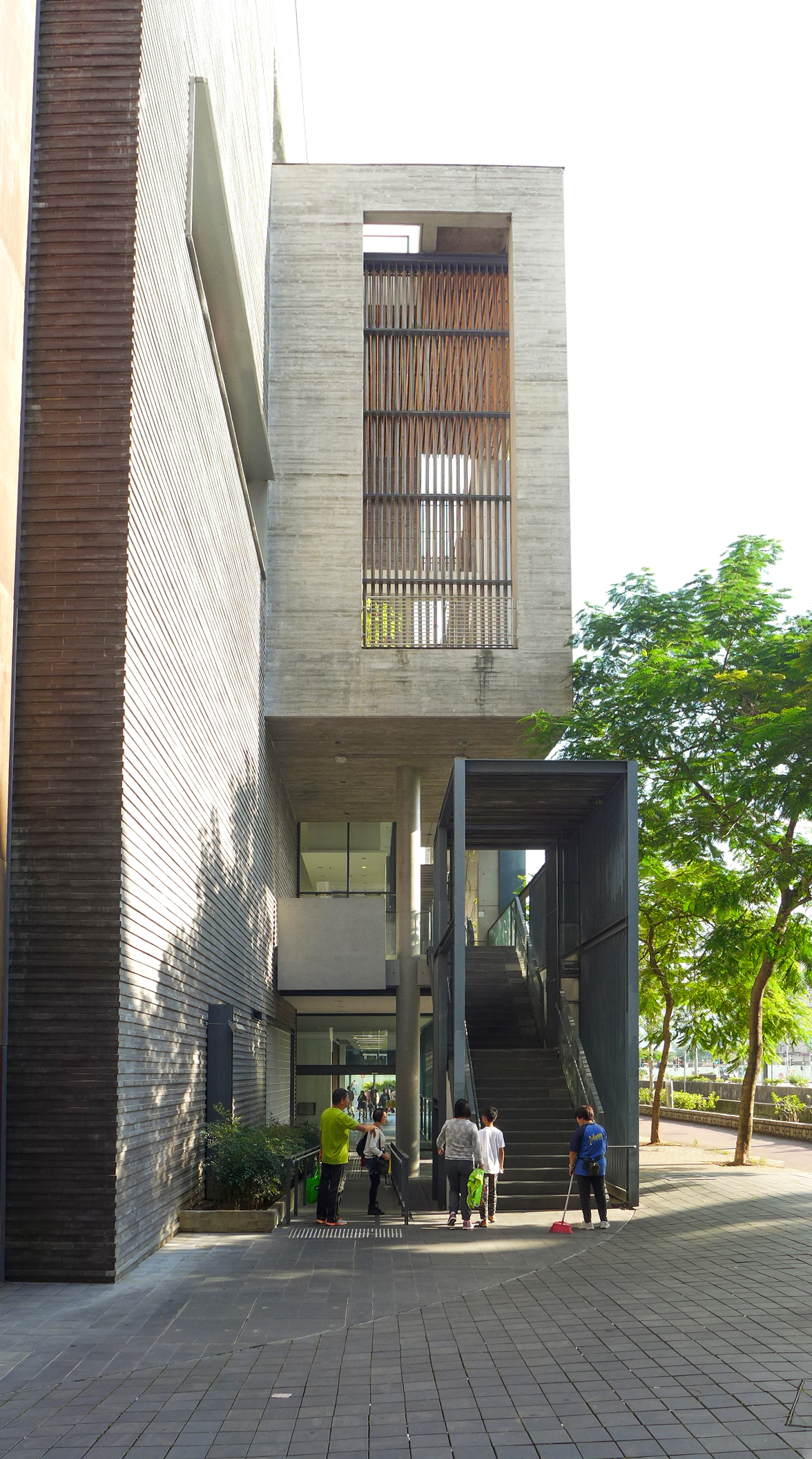
屏山天水圍文化康樂大樓入口

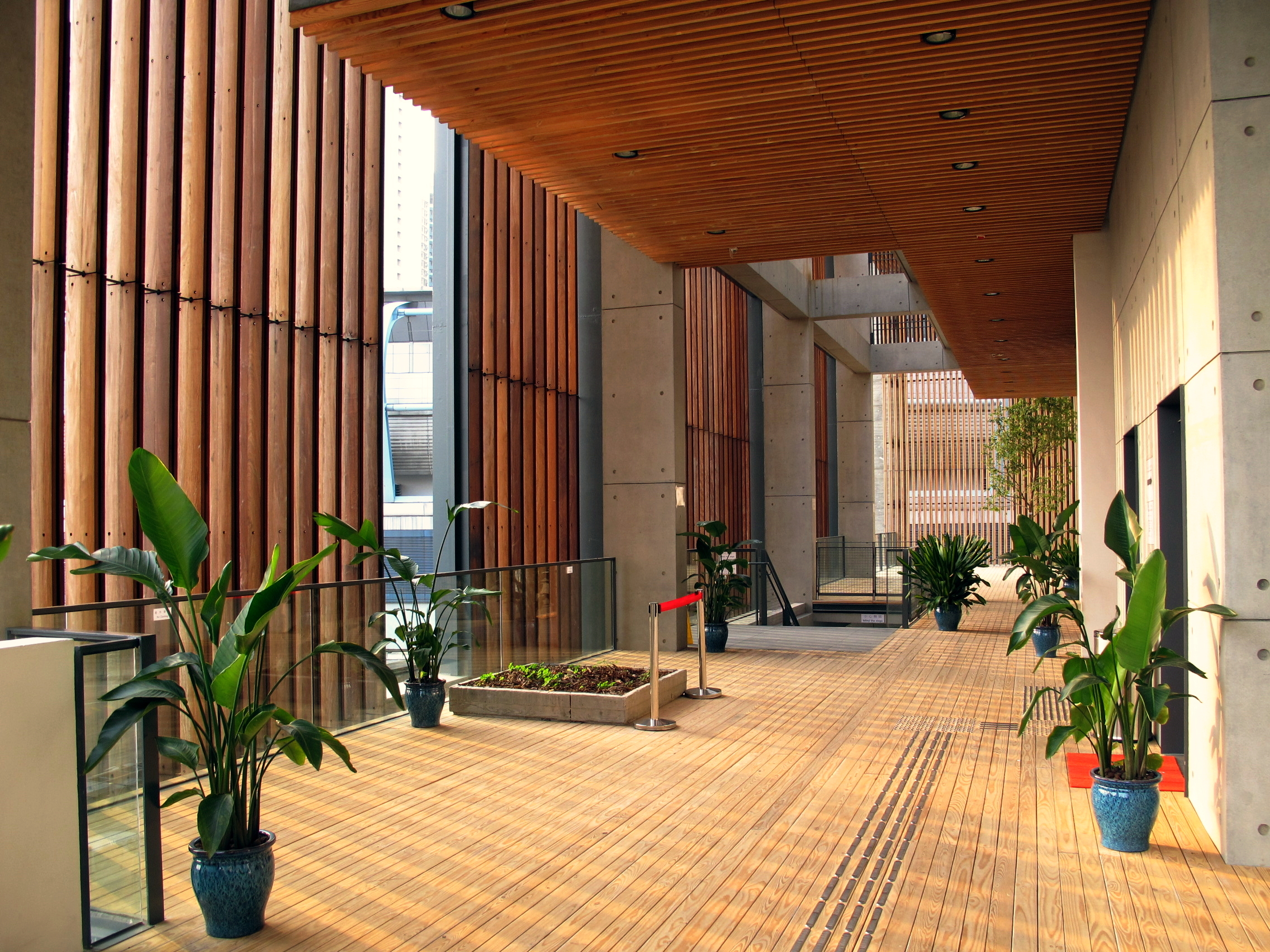
平台採用多種木材營造溫暖感覺

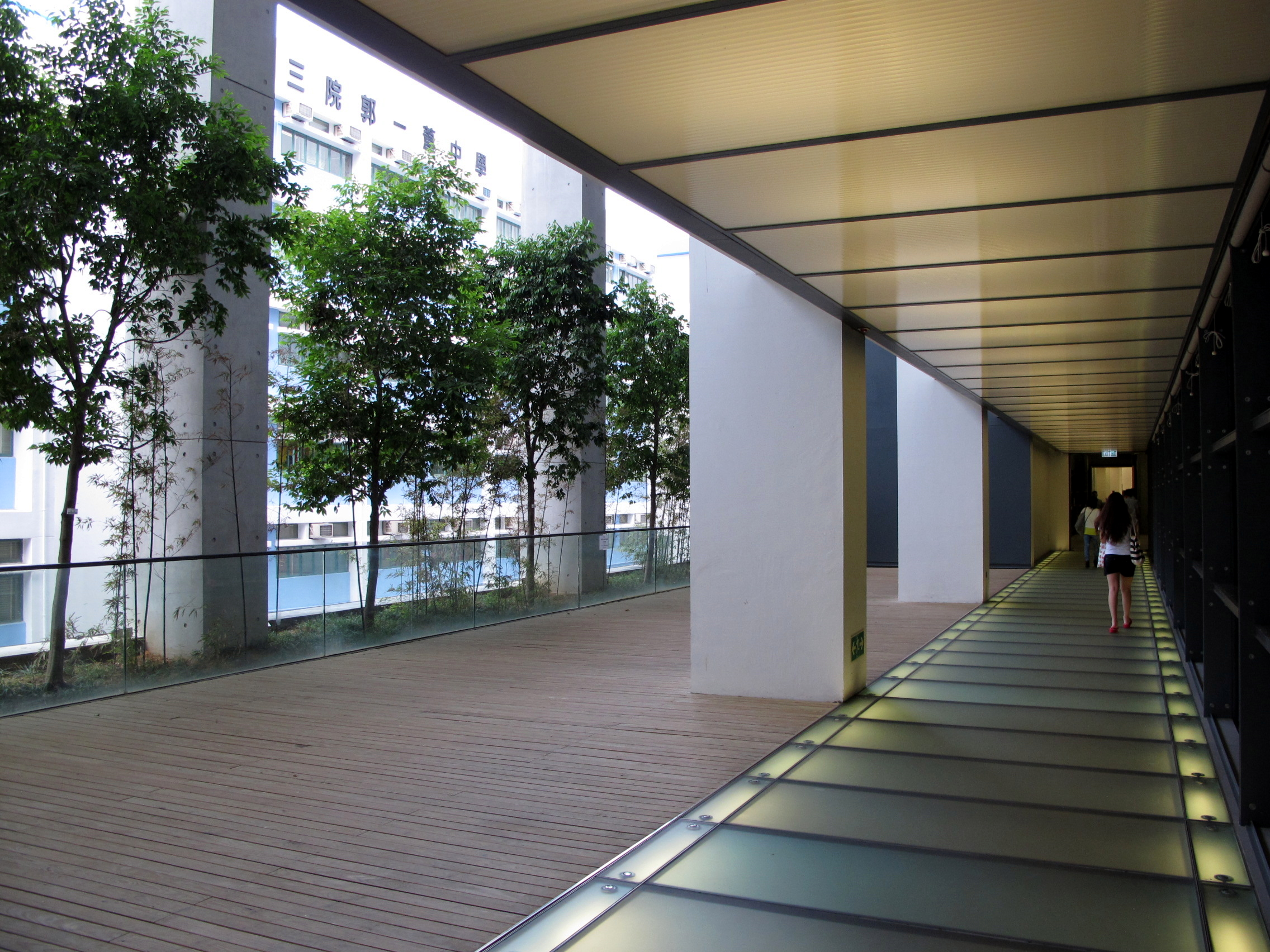
平台地面採用燈光設計，營造時尚感

屏山天水圍文化康樂大樓（英語：Ping Shan Tin Shui Wai Leisure and Cultural Building），是香港首座大型多用途的文化康樂綜合建築，也是首座以文化康樂大樓命名的公共設施。大樓位於香港新界元朗區屏山聚星路1號，在港鐵天水圍站旁，樓高8層，樓面佔地5,400平方米，連同戶外的面積合共6,100平方米，由康樂及文化事務署管理。

## 設計
該大樓是由建築署高級建築師溫灼均設計，外牆設計靈感來自於中國傳統的百寶格及參考了屏山的傳統建築物元素，採用原始材料興建，包括石磚、青水石屎、木屏風、鐵織網及生鏽金屬等。
2012年，屏山天水圍文化康樂大樓獲得香港建築師學會頒授2011年年度全年境內建築大獎。
2014年，獲得「亞洲最具影響力設計獎2014」優秀設計獎。

## 歷史
屏山天水圍文化康樂大樓的工程名稱為天水圍公共圖書館兼體育館（Tin Shui Wai Public Library cum Indoor Recreation Centre），是前區域市政局遺留的工程項目計劃之一，於2007年5月11日提交立法會民政事務委員會討論，由並於6月20日提交立法會工務小組委員會申請6億2540萬港元撥款進行工程，其後康文署諮詢元朗區議會後，更改為現時名稱「屏山天水圍文化康樂大樓」，由建築署負責設計及興建。
大樓內游泳池於2011年11月30日率先投入服務，其後體育館於2012年2月1日投入使用，及圖書館的自修室於2012年11月19日啟用，圖書館主館則於2013年2月28日啟用，其正式的開幕儀式於2013年7月12日舉行，由時任民政事務局局長曾德成及元朗區議會主席梁志祥、署理康樂及文化事務署署長鄭錦榮、元朗民政事務專員麥震宇等主持。

## 設施
位於大樓高座全座（地下至7樓全層，7樓為圖書館職員專用），樓面面積6100平方米，是香港公共圖書館系統中的一主要圖書館，也是全港第二大及唯一可戶外閱讀的圖書館，館藏達33萬項，亦為全香港第二。而學生自修室設有228個座位。
位於大樓低座1樓至3樓，設有多用途場地，活動室、桌球室和兒童遊戲室。但不設健身室，引起周邊居民不滿。
位於大樓低座地下，面積6700平方英尺，可容納250名泳客，設有10條泳線。

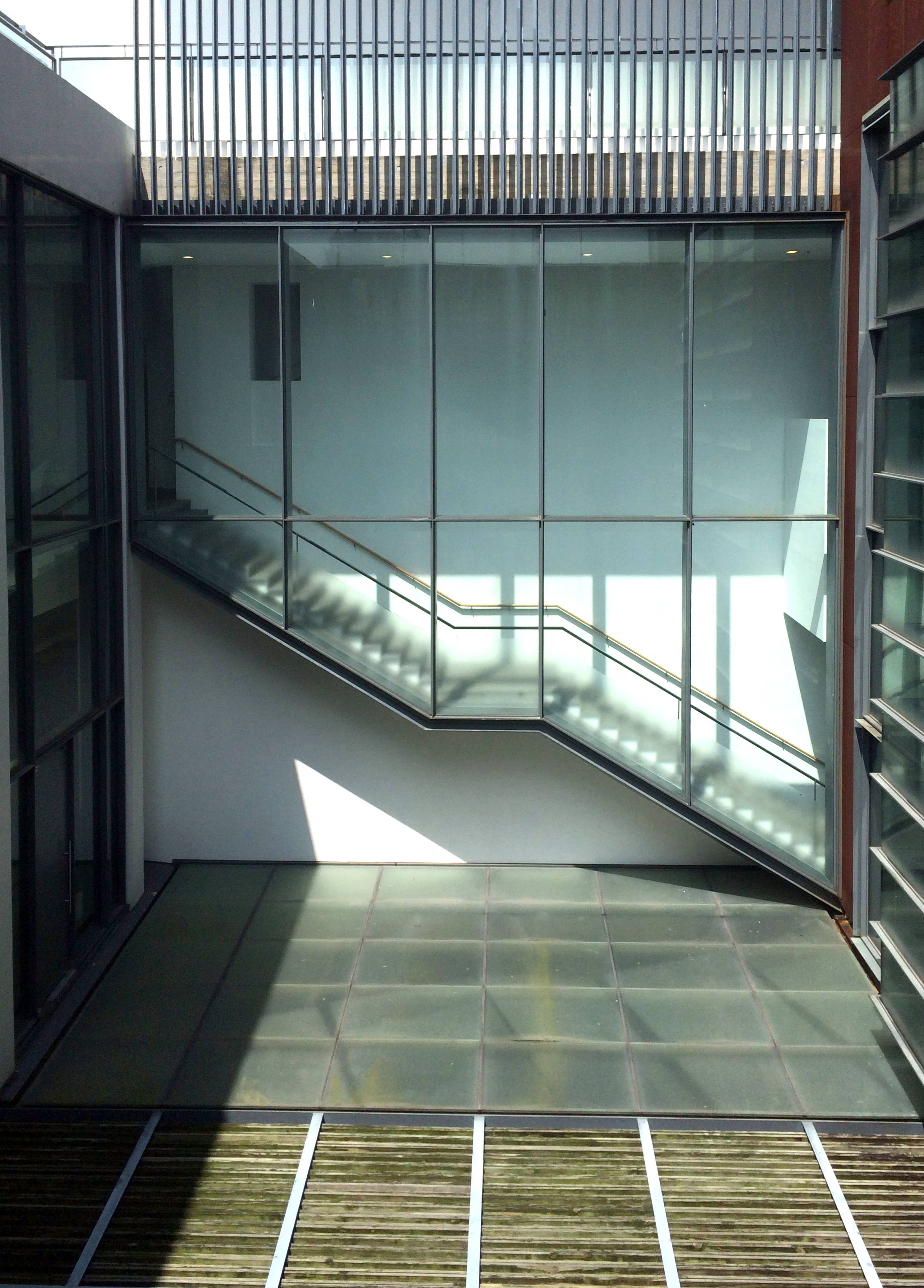
屏山天水圍公共圖書館中庭
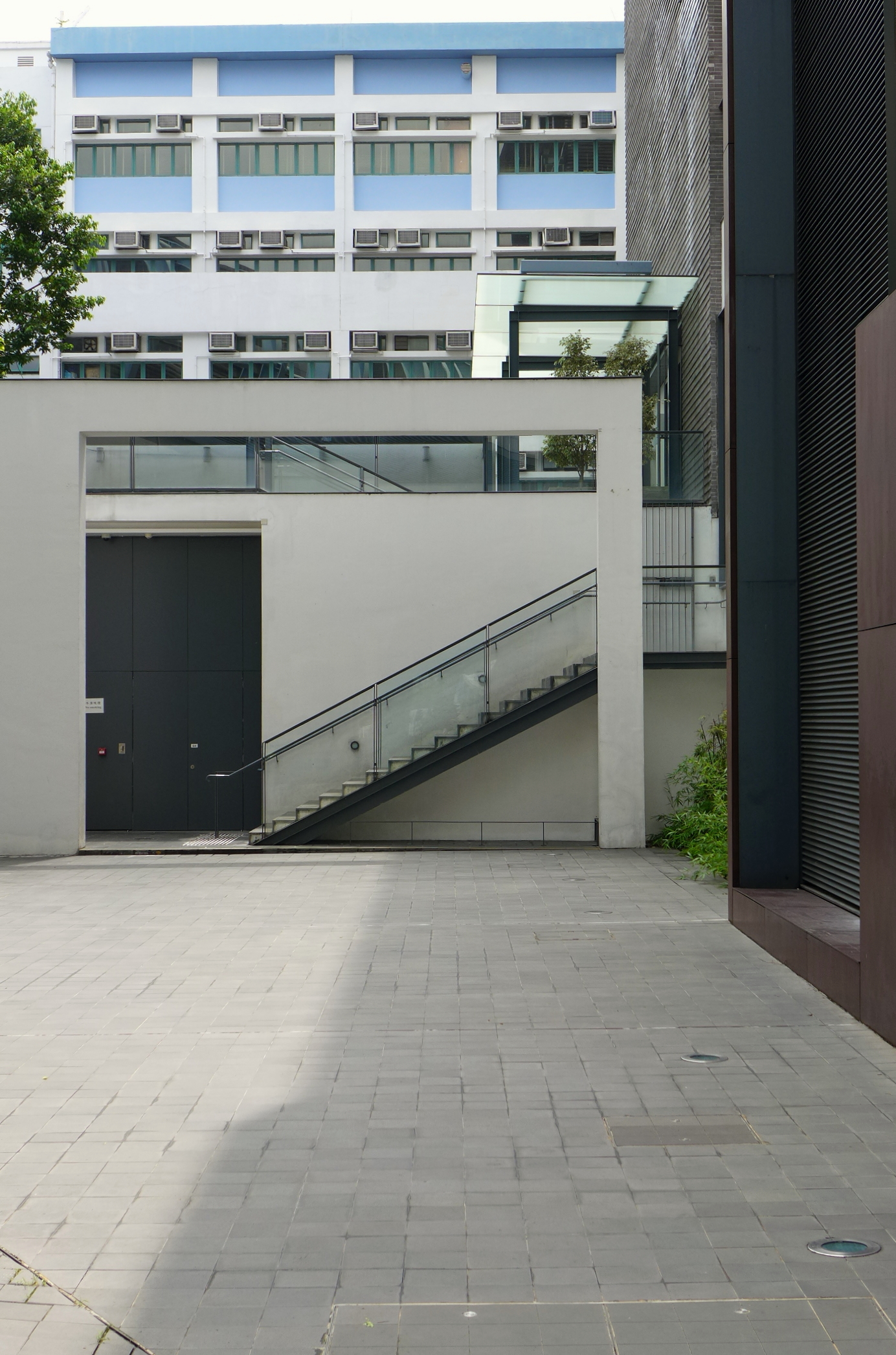
康樂大樓地下往1樓樓梯
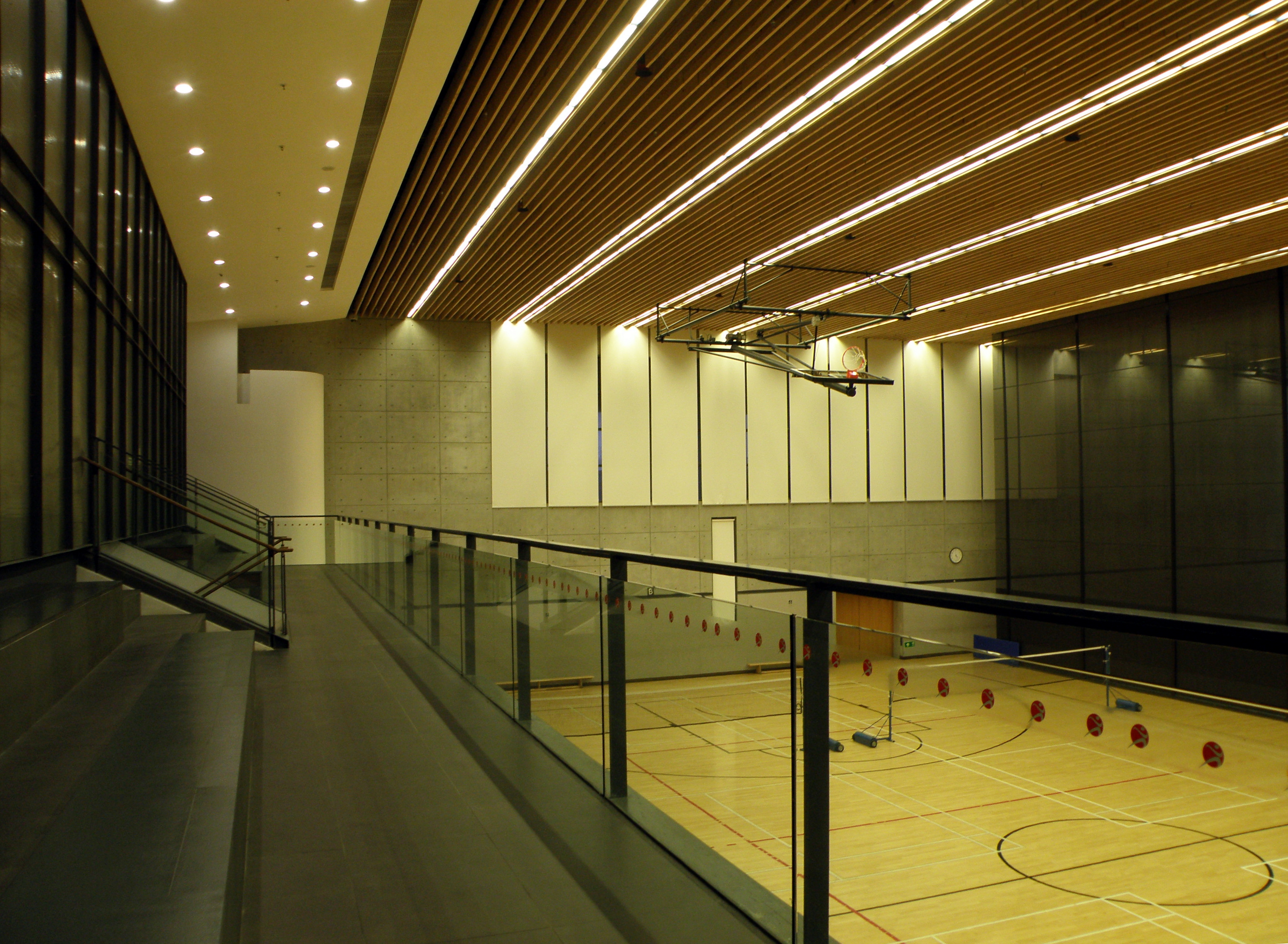
屏山天水圍體育館
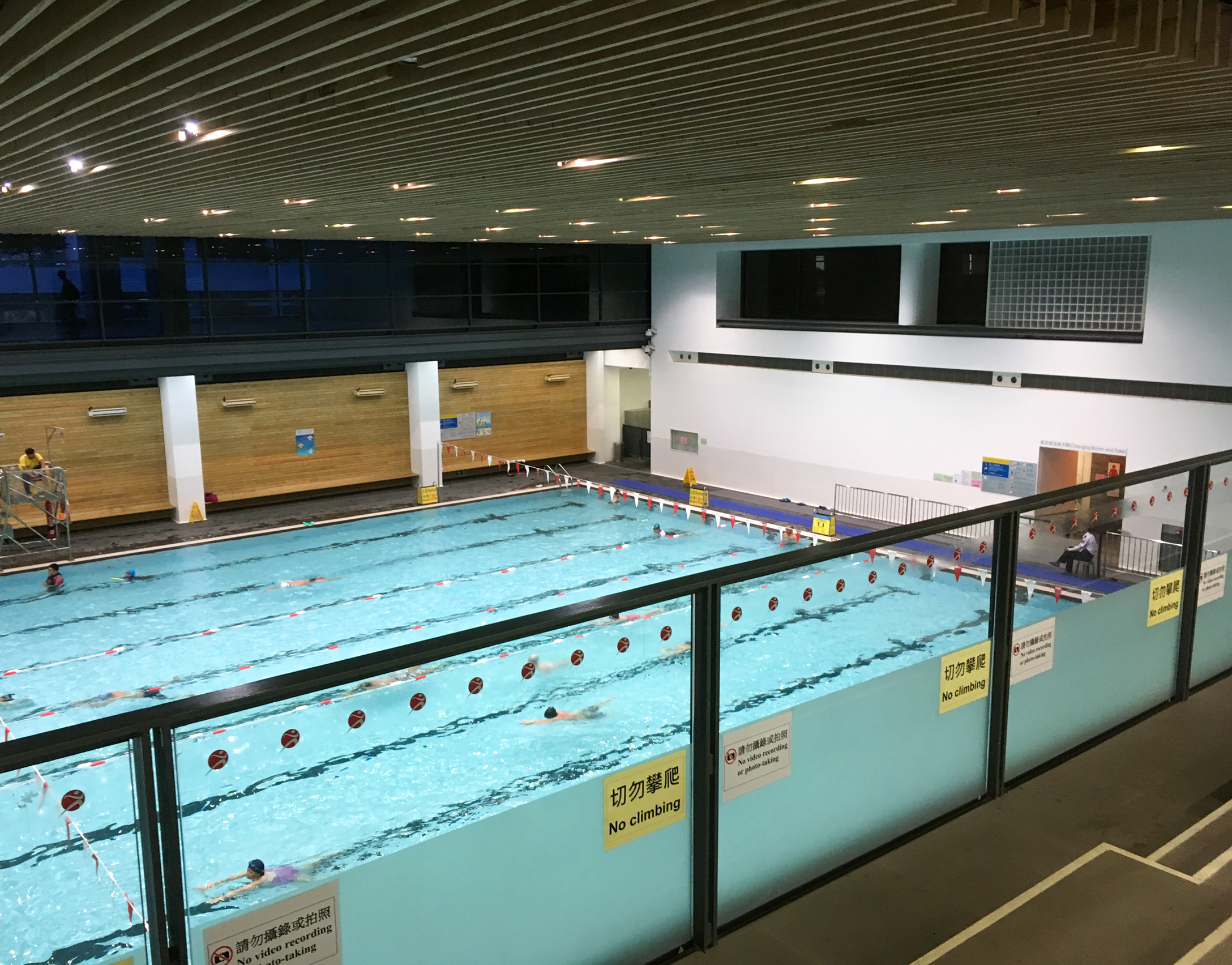
屏山天水圍游泳池
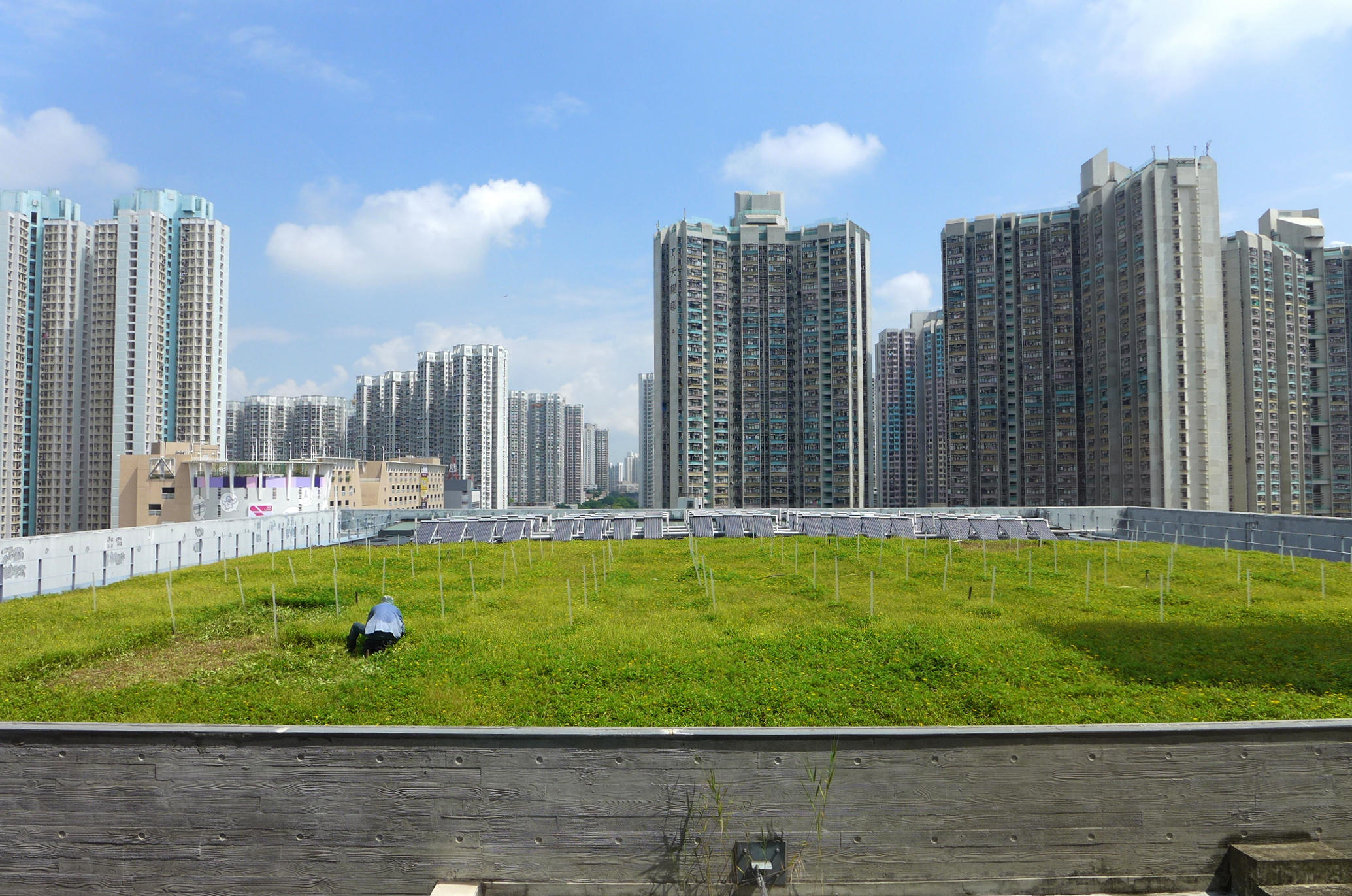
綠化天台（不對外開放）

### 樓層
| 樓層 | 低座     | 高座   |
| ---- | -------- | ------ |
| 7樓  | 綠化天台 | 圖書館 |
| 6樓  | 綠化天台 | 圖書館 |
| 5樓  | 綠化天台 | 圖書館 |
| 4樓  | 體育館   | 圖書館 |
| 3樓  | 體育館   | 圖書館 |
| 2樓  | 體育館   | 圖書館 |
| 1樓  | 體育館   | 圖書館 |
| 地下 | 游泳池   | 圖書館 |

整座大樓均有「香港政府WiFi通」訊號覆蓋，方便市民使用流動裝置上網。

## 建築用料問題
2019年3月，有媒體報道大樓啟用僅6年，大樓內外多處已現水漬和滲水問題，如入口多處天花出現剝落、5樓圖書館內有假天花疑因滲水導致破損，需放置毛巾及水桶。6樓圖書館戶外花園的戶外樓梯、往港鐵站天橋的地磚和戶外牆身因水滲透到混凝土內而出現「白華」現象。有驗樓師利用儀器檢查，發現牆身滲水嚴重，認為情況不尋常。建築署稱工程由總承建商「中國建築工程（香港）有限公司」負責，因「潛在的建築缺陷」而需要進行大維修。工程費用由約180萬，由總承建商負責。

## 鄰近
- 港鐵天水圍站、輕鐵坑尾村站
- 屏欣苑
- 天盛苑
- 天耀邨
- 上璋圍
- 東華三院郭一葦中學

## 外部連結
- 立法會民政事務委員會--天水圍公共圖書館兼體育館 （页面存档备份，存于）
- 大樓外部照片